# تيون واتكينز
تيون واتكينز (بالإنجليزية: Tionne Watkins)‏ هي مغنية وكاتِبة ومغنية مؤلفة وملحنة وموسيقية وممثلة أمريكية، ولدت في 26 أبريل 1970 بدي موين في الولايات المتحدة.

## وصلات خارجية
- تيون واتكينز على موقع IMDb (الإنجليزية)
- تيون واتكينز على موقع روتن توميتوز (الإنجليزية)
- تيون واتكينز على موقع ميوزك برينز (الإنجليزية)
- تيون واتكينز على موقع أول موفي (الإنجليزية)
- تيون واتكينز على موقع إن إن دي بي (الإنجليزية)
- تيون واتكينز على موقع أول ميوزيك (الإنجليزية)
- تيون واتكينز على موقع ديسكوغز (الإنجليزية)
- تيون واتكينز على موقع ديسكوغز (الإنجليزية)
- تيون واتكينز على موقع قاعدة بيانات الفيلم (الإنجليزية)